# Национальная гвардия Азербайджана
Национа́льная гва́рдия Азербайджа́на (азерб. Azərbaycan Milli Qvardiyası) — формирование, наделённое особыми полномочиями по обеспечению охраны Азербайджанского государства и президента республики. Первоначально военная служба в Национальной гвардии была основана на двухлетнем контракте добровольно. Подбор персонала осуществляется при содействии Министерства национальной безопасности, Министерства внутренних дел и Министерства обороны.
Входит в структуру Особой государственной службы охраны Азербайджана.

## История

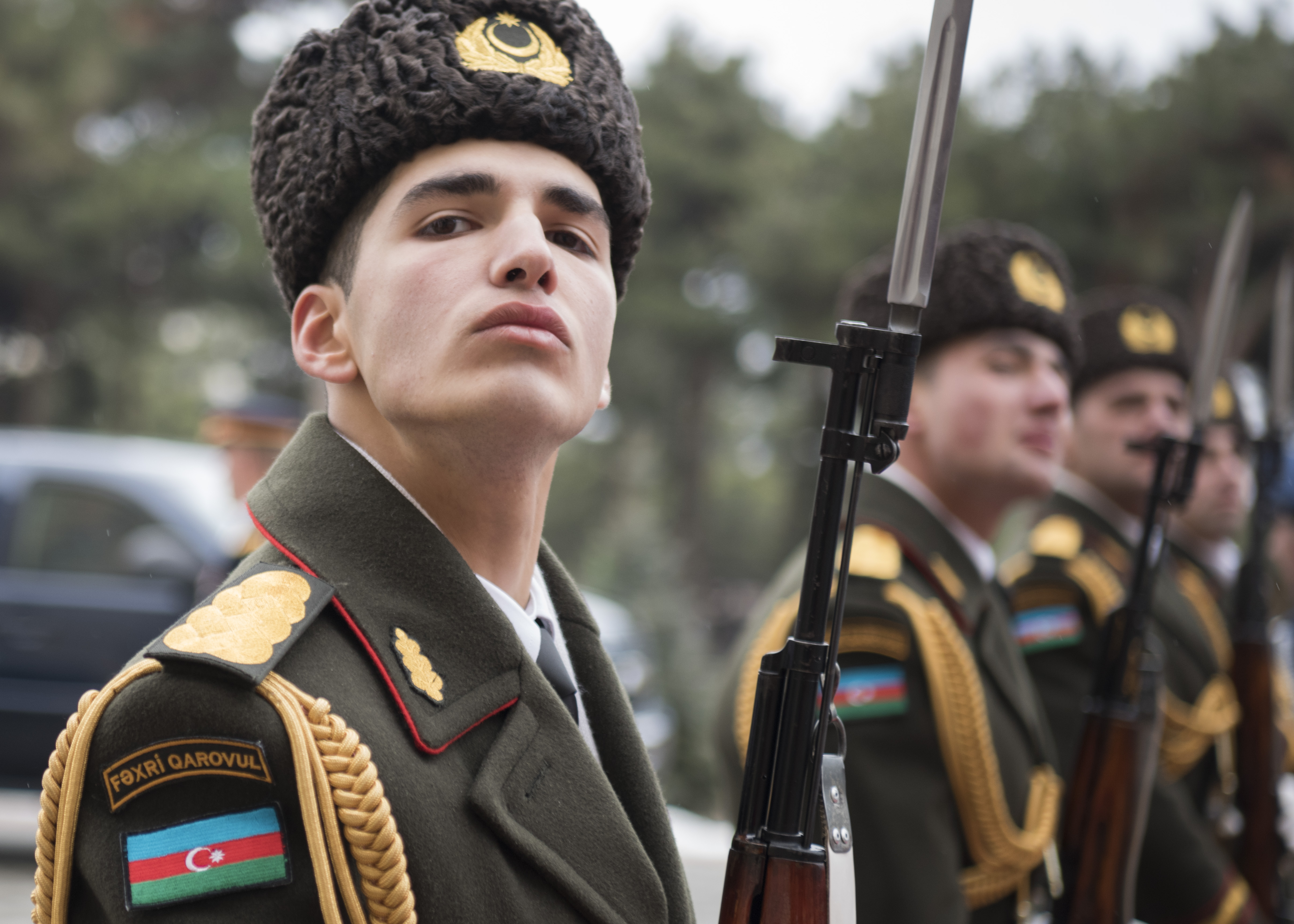
Гвардейцы Национальной гвардии Азербайджана (2017)

Создание государственной службы безопасности в Азербайджане началось впервые в период Азербайджанской Демократической Республики в 1918—1920 годах. По мере того как политические, экономические и законодательные системы в Азербайджане обрели независимость после распада СССР, административные органы начали искать оптимальные формы управления в соответствии с новыми условиями. Значение системы безопасности постепенно увеличилось, её структура выросла, её состав расширился. 25 декабря 1991 года года была создана Национальная гвардия Азербайджанской Республики и на начало 2007 года она насчитывала 2 500 человек. Были утверждены статут, структура и зарплаты гвардии. В соответствии с требованиями Указа от 31 июля 1992 года штат Национальной гвардии был увеличен.

## Миссия
Национальная гвардия Азербайджана является специальным военным формированием, наделённым особыми полномочиями по обеспечению охраны Азербайджанского государства и президента республики. Наряду с указанными, Национальная гвардия Азербайджана участвует в церемонии приветствия почётных гостей в стране.